# Dvärgpottia
Dvärgpottia (Microbryum floerkeanum) är en bladmossart som beskrevs av W. P. Schimper 1860. Dvärgpottia ingår i släktet pottmossor, och familjen Pottiaceae. Enligt den finländska rödlistan är arten nationellt utdöd i Finland. Enligt den svenska rödlistan är arten nära hotad i Sverige. Arten förekommer i Götaland, Gotland och Svealand. Artens livsmiljö är diken. Inga underarter finns listade i Catalogue of Life.